# گنج تپه نشاطیه
گنج تپه نشاطیه در شهرستان ورامین، بخش جوادآباد، روستای نشاطیه واقع شده و این اثر در تاریخ ۱۴ مرداد ۱۳۸۲ با شمارهٔ ثبت ۹۴۸۹ به‌عنوان یکی از آثار ملی ایران به ثبت رسیده است.